# Home dels nassos
L'Home dels nassos és un personatge mitològic que té tants nassos com dies té l'any; en altres paraules, tants nassos com dies li’n resten. És una tradició viva a Catalunya, el País Valencià, les Illes Balears o La Rioja. Hom només el pot veure, però, el trenta-u de desembre, puix que el personatge mitològic té, com tots els humans, un sol nas. Per tant, podria ser-ho qualsevol.
Tradicionalment, se sol explicar a la mainada que en aquest dia surt l'Home dels nassos, un home que té tants nassos com dies li queden a l'any. Hom els ho conta de tal forma que els nens s'imaginen un personatge estrafolari amb 365 nassos a la cara, sense pensar que el 31 de desembre resta un sol dia per acabar l'any, de manera que l'any només en té un, de dia, els altres ja han passat, ja no els té. Per a arrodonir la befa, s'acostumava a dir als nens que adés l'havien vist passar per algun carrer prop, per tal que correguessin a veure si el podien trobar. També hi havia qui creia veure'l a les canonades de l'aigua i així ho feien saber a les criatures. Als vilatges, es deia que apareixia a l'església i devorava la pica de l'aigua beneïda.
Aquesta tradició, malgrat el gran arrelament a la ciutat de Barcelona, és present en diverses poblacions catalanes que presenten en alguns casos petites variacions o localismes. En moltes d'aquestes actualment s'organitzen cercaviles amb un capgròs que representa l'Home dels nassos.
A Barcelona i altres municipis, també és tradició, però amb molt menys de seguiment, l'aparició de l'Home de les orelles el dia 30 de desembre. Aquest personatge mitològic té tantes orelles com dies li queden a l'any, i per això apareix un dia abans que l'Home dels nassos.

## Origen
Segons el folklorista català Joan Amades, l'Home dels nassos representa l'esperit de la vegetació. Creia que l'Home dels nassos era una degeneració d'un personatge mític que simbolitzava l'any i que sovint era representat per l'arbre dels nassos; una espècie d'arbre molt estrany que es creia que era la llar de l'esperit de la vegetació. Amades afegia que a la Catalunya del Nord es deia que l'Home dels nassos vivia dins la soca d'un arbre i que el darrer dia de l'any eixia del seu amagatall i es vestia amb fulles de quatre colors diferents i d'una dotzena d'arbres, llest per a encetar el camí des del Rosselló o d'Occitània fins al Principat de Catalunya. També argumentava que tradicionalment era molt comuna la representació de l'any com un arbre.

## Localismes

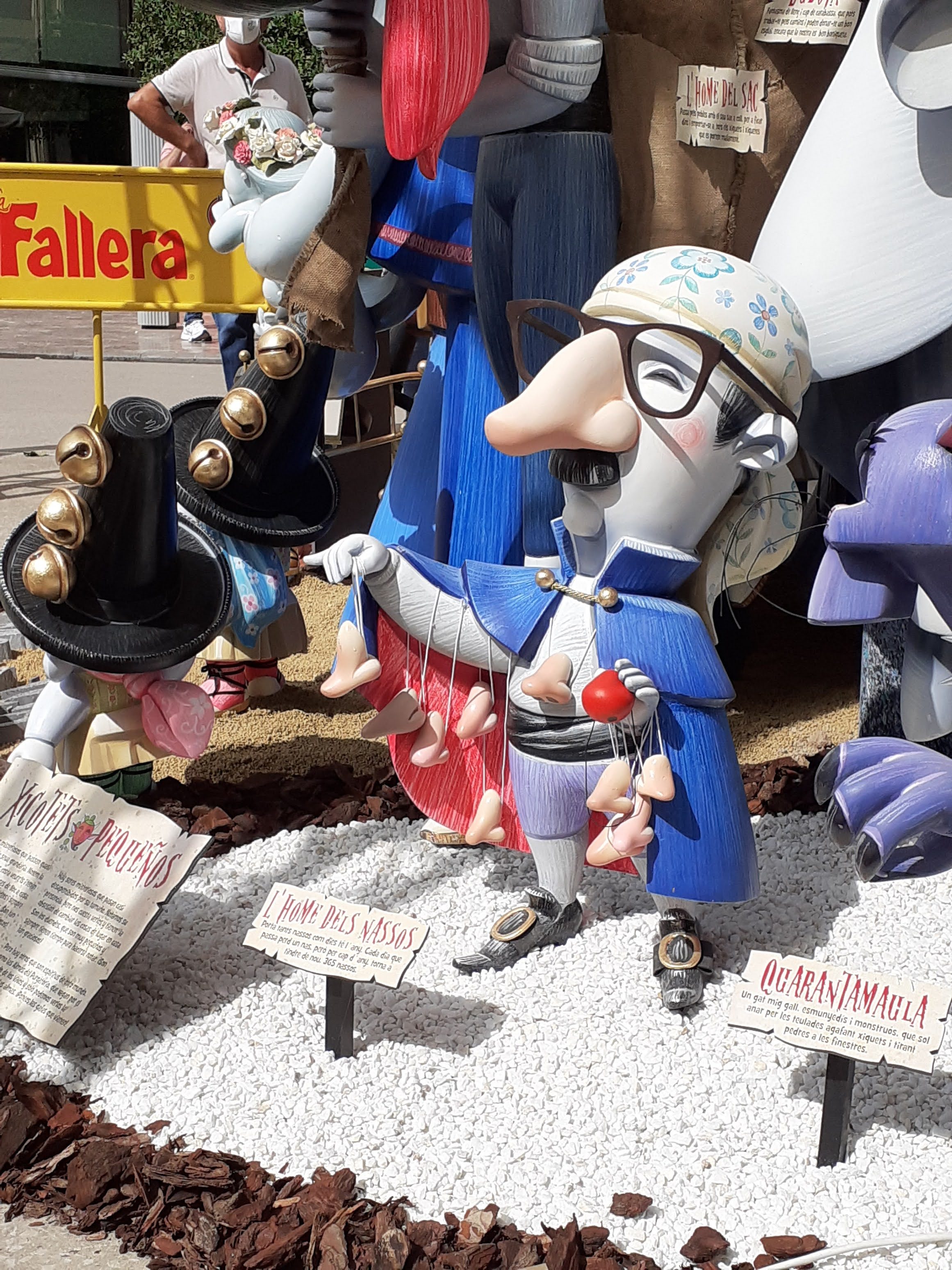
L'home dels nassos a la falla infantil Tio Pep del 2021.

A Barcelona era tradició de trobar l'Home dels nassos a les 12 en punt al pla de Palau, davant la Llotja de Barcelona, dalt d'un cadafal perquè tothom el veiés mocar-se amb diverses dotzenes de mocadors els 365 nassos que s'espera que tingui per tot el cos, ja que no li caben a la cara.
A Mallorca a més de dir anar a veure l'Home dels nassos es deia anar a veure matar l'Home dels nassos, perquè el punt de concentració popular a Palma el dia 31 de desembre era la plaça de Cort, amb motiu de la Festa de l'Estendard, i s'hi disparaven salves d'honor, que algú interpretava com un afusellament de la imatge del rei Jaume I exposada a la façana de la Casa de la Vila aquest dia davant la companyia que li retia honors amb l'Estendard o bandera nacional.
A Tarragona, l'Home dels nassos parteix a les 12 de la Casa Balcells (costat Catedral) i se'n va cap a l'Ajuntament al balcó a saludar als nens petits. Tot seguit, se'n va cap al Parc Infantil de Nadal de la ciutat.
Al País Valencià, la tradició consta a les comarques del nord i les comarques centrals. A Ontinyent, era costum anar a buscar l'Home dels nassos a l’Hostal de Grau, al Regall i a la pensió Sol. A Cocentaina es coneix com l'Home de les orelles.
A Arnedo, La Rioja, l'Home dels nassos és un personatge que cada 1 de gener s'acosta en un antic autobús fins a la Puerta Munillo d'Arnedo abillat amb abric, vestit i bufanda i portant una petita maleta. Després de saludar als nombrosos nens congregats, provocant en ells dispars reaccions, es dirigeix a la seu de la Penya Lubumbas per a repartir llaminadures a tots els assistents.
Al País Basc hi ha un personatge mitològic equiparable, l'Ujanko, que també apareix la nit de cap d'any i té tants ulls i pupil·les com dies hi ha a l'any.